# Arjun Appadurai
Arjun Appadurai (ur. 4 lutego 1949 w Bombaju) – amerykański antropolog kultury pochodzenia indyjskiego.

## Życiorys
Urodzony w Indiach, kształcił się na uniwersytecie w Bombaju. Następnie wyjechał do Stanów Zjednoczonych, gdzie studiował na Uniwersytecie Brandeisa w Waltham (licencjat w 1970) oraz na Uniwersytecie Chicagowskim (magisterium w 1973). W 1976 obronił doktorat (jego praca doktorska dotyczyła festiwalu samochodów odbywającego się w świątyni Parthasarathy w Triplicane, dzielnicy Madrasu). Ostatecznie osiadł w Stanach Zjednoczonych na stałe i mieszka w Nowym Jorku. Zgodnie z zasadą mobilności typową dla amerykańskiej tradycji życia akademickiego wykładał na Uniwersytecie Yale (w New Haven), Uniwersytecie Columbia (w Nowym Jorku), Uniwersytecie Pensylwanii (w Filadelfii) i Uniwersytecie Chicagowskim. W rodzimych Indiach prowadził badania empiryczne i terenowe. Jest organizatorem i współorganizatorem kilku organizacji naukowych (m.in. Interdisciplinary Network on Globalization, Partners for Urban Knowledge Action and Research z siedzibą w Indiach). Pełni funkcje konsultanta prywatnych i publicznych organizacji (m.in. UNESCO, UNDP, Bank Światowy). Jest członkiem towarzystwa naukowego American Academy of Arts and Sciences. Jest wydawcą lub współwydawcą kilku czasopism antropologicznych (m.in. Public Culture, American Ethnologist, Journal of Asian Studies) oraz serii wydawniczych (Public Worlds, Bodies, Texts, Commodities).
Na kształt jego prac naukowych wywarły wpływ także jego osobiste doświadczenia. Z jednej strony: urodzenie i habitat hinduski, podtrzymywany kontakt z ojczystym miastem i środowiskiem, świadoma obecność w diasporze hinduskiej (realnej, wirtualnej), punkt widzenia imigranta w obcym kraju, a z drugiej strony: fascynacja kolejno kulturą brytyjską i amerykańską, studia uniwersyteckie w duchu zachodnim, małżeństwo z amerykanką, hindusko-amerykańskie dzieci, amerykańska kariera naukowa.
Appadurai podzielał z innymi imigrantami poczucie, że uprawiana przez niego dyscyplina naukowa jest historycznym narzędziem opresji i że ci, którzy ją stworzyli nie potrafią jej uprawiać właściwie.

## Publikacje i koncepcje
Prace Appaduraia umieszcza się najczęściej w nurcie antropologii postmodernistycznej. Appadurai specjalizuje się w antropologii kulturowej, zagadnieniach przemocy etnicznej, urbanizacji, konsumpcji, religii i kultury popularnej, ujmowanej przede wszystkim w kontekście globalizacji. Koncentruje się głównie, choć nie wyłącznie, na południowej Azji. Wczesne jego publikacje obejmowały zagadnienia religii, kuchni, rolnictwa i kultury masowej Indii.
W przetłumaczonej na język polski pracy Modernity at Large. Cultural Dimensions of Globalization (Nowoczesność bez granic. Kulturowe wymiary globalizacji) Arjun Appandurai zajmuje się wpływem mediów na tożsamość w czasach powszechnej globalizacji, analizuje nowoczesność z perspektywy antropologicznej, pokazuje kryzys nowoczesności opartej na politycznym modelu narodowościowym. Wskazuje na rolę mediów i masowych migracji w wyobrażeniowym kreowaniu tożsamości jednostek i grup. Dowodzi, że globalizacja nie jest homogenizacją, lecz odwrotnie: wprowadzeniem różnic w homogeniczne struktury wspólnot.
Złożoność teraźniejszej sytuacji kulturowej ma najściślejszy związek, zdaniem Appadurai’a, z dysjunkcją, to jest rozchodzeniem się dróg ekonomii, polityki i kultury (rozejście takie postulował już wcześniej Daniel Bell w swojej pracy The Coming of Post-Industrial Society). Elementarny model globalnej dysjunkcji (która jest przeciwieństwem koniunkcji, a więc wynikania, ścisłego związku przyczynowo-skutkowego między składowymi określonego procesu) wyraża się w zaproponowanym przez Appaduraia zestawie oryginalnych neologizmów. W sumie jest ich pięć i każdy łączy się z metaforycznym określeniem krajobraz, które podkreśla ich płynny, nieregularny, nakładający się na siebie charakter. Sam autor podkreśla, że te różne krajobrazy są czymś na kształt klocków, z których złożona jest zglobalizowana rzeczywistość. Wszystkie, mimo że w znacznej mierze autonomiczne, są wzajemnie powiązane, napędzają się i przenikają. Krajobrazy Appadurai’a to nowe nieokreślone, tranzytowe przestrzenie, usytuowane nigdzie i wszędzie zarazem – wpisujące się w koncepcję nie-miejsc (franc. non-lieux) francuskiego antropologa Marca Augé, a więc stanowią opozycyjny biegun tak zwanych miejsc antropologicznych, historycznie zdefiniowanych, określonych w danym miejscu i czasie. Choć nie-miejsca nigdy nie będą całkowite to one definiują współczesność podczas gdy dawne miejsca antropologiczne, choć nie ulegają wymazaniu, są wykluczane z nowych „krajobrazów” i stają się ledwie „miejscami pamięci”. Krajobrazy to swoiste światy wyobrażone, w których ludzie poruszają się na co dzień. Powyższe pojęcie światów wyobrażonych nawiązuje bezpośrednio do koncepcji narodowych wspólnot wyobrażonych zaproponowanej przez Benedicta Andersona (a także podobnie skonstruowanych społecznie geografii wyobrażonych o jakich pisał Edward Said, a także geografowie: brytyjczyk Derek Gregory (Geographical Imaginations) i Amerykanin David Harvey (Explanation in Geography)). Wyobraźnia, zdaniem Appadurai’a jest dziś nie tylko ucieczką, ale podstawową platformą działania. Wyobrażenia zapośredniczone przez media nie są tylko fantazjami odrywającymi ludzi od realnych problemów – są źródłem kształtowania podmiotowości, tworzenia współczesnych tożsamości i uczuciowych wspólnot wyobrażonych (pozbawionych jednak poczucia zakorzenienia – zlokalizowanych na przykład w abstrakcyjnej przestrzeni sieci komputerowej) – swoistych neoplemion, które opisał Michel Maffesoli w swojej pracy Czas plemion.
Przez etnokrajobraz Appadurai rozumie stale zmieniającą się ludzką panoramę, tworzącą świat, głównie turystów, imigrantów, uchodźców, gastarbeiterów wywierających w nieznanym wcześniej stopniu wpływ na politykę.
Krajobraz medialny obejmuje zarówno zakres i przebieg dystrybucji informacji oraz ich nośników, jak i kreowane przez media obrazy świata.
Krajobraz technologiczny odnosi się do technologii, która przekracza nieprzenikalne dotąd granice, pociągając za sobą klasę wysoko wykwalifikowanych specjalistów.
Krajobraz finansowy z kolei ujawnia głęboko niespójny charakter relacji między ruchem ludzi, przepływem technologii i transferem finansów.
Ostatni z klocków to ideokrajobraz. Ma on charakter polityczny i wiąże się z konfliktem między ideologiami państwowymi oraz kontrideologiami ruchów społecznych, które na przełomie wieków przeżywały swój renesans.
Choć Appadurai nie posługuje się terminem „końca geografii”, znanym z pracy Richarda O’Briena (Global Financial Integretion) to praca Nowoczesność bez granic taki koniec zakłada.
Arjun Appadurai uważa, że dla zrozumienia nowej globalnej sytuacji kulturowej nie wystarczają już dawne modele centrum–peryferie (opisywane m.in. w pracach Immanuela Wallersteina). Obecnie nie można już mówić o jakimś absolutnym centrum (najważniejszym punkcie geograficznym, centrali wszelkiej myśli), który emanował by na pozostałe obszary (prowincje) narzucając im swoje reguły. Tym bardziej, że samo centrum nabrało cech wirtualnych i nie ma ścisłego związku z narodowością czy geografią. W przypadku krajobrazu finansowego można mówić o pewnym systemie organizmów ekonomicznych, który działa niczym naczynia połączone (być może giełda nowojorska stanowi ważny punkt, ale równie dobrze trendy może w danym okresie wyznaczać giełda tokijska czy londyńska). W przypadku krajobrazów medialnych można mówić o sezonowych centrach wędrujących, determinowanych przez zainteresowania i presję mediów. Przykładowo w dziedzinie filmu centrum może chwilowo (podczas festiwalu filmów) znaleźć się we francuskim Cannes by niedługo potem powędrować do Stanów Zjednoczonych – do Nowego Jorku, Kalifornii czy Los Angeles.
Globalizacja nie oznacza automatycznej destrukcji lokalności i homogenizacji. Występujące łącznie twierdzenia o hegemonii Zachodu, amerykanizacji i utowarowieniu, nie biorą pod uwagę faktu, że siły przenikające z centrum (oryginalne źródła kultury) ulegają szybkiej i powszechnej indygenizacji (ulokalnieniu), kreolizacji (mieszaniu) i hybrydyzacji. Wyobraźnia kształtowana przez przekazy medialne stanowi jedynie punkt wyjścia do tworzenia nowych jakości – nowych wyobrażeń. Z jeden strony lokalne miejsca penetrowane są przez globalne treści, które docierają tam wskutek podłączenia ich do globalnych kanałów (media, migracje i mobilność), a z drugiej strony treści lokalne dzięki tym podłączeniom odrywają się i dołączane są do treści dryfujących w globalnych strumieniach by następnie stykać się w dowolnych i zmiennych miejscach, otwierając się wzajemnie na siebie i dla siebie. Globalizacja ma charakter dialektyczny. Następuje ciągłe wytwarzanie i zarazem nieustający rozkład lokalnych kultur.
Przykładowo współcześni Filipińczycy mogą tak być zafascynowani amerykańską muzyką, że znają repertuar niektórych muzyków lepiej niż rodowici mieszkańcy Stanów Zjednoczonych, ale nie żyją oni w pełnej synchronii ze światem, w którym ta muzyka powstała. Pozbawieni są na przykład typowo amerykańskiej nostalgii za „utraconym światem country”.
Nie amerykanizacja budzi niepokój mieszkańców Irian Jaya, ale indoneizacja, podobnie jak dla Koreańczyków realne zagrożenie stanowi japonizacja, a dla Czeczenów rusyfikacja.
Kultura dla Appanduraia nie jest spójnym, zintegrowanym konstruktem, ale bardziej zbiorem różnic. Różnice te rozpowszechnione na fali ludzkich dyskursów prowadzą do wytworzenia rozmaitych koncepcji tożsamości wokół których skupiają się poszczególne społeczności. Appandurai odrzuca primordialną koncepcję narodu i wskazuje, podobnie jak wielu innych myślicieli, na kryzys państwa narodowego. Uważa, że nowoczesność prowadzi do zachwiania stabilności habitusu (w rozumieniu jakie nadał temu terminowi Pierre Bourdieu) – wielość nowych nieprzewidywalnych możliwości sprawia, że większą role zaczyna odgrywać idea improwizacji. Appandurai nie zgadza się wprost z tezą Jeana Baudrillarda, że we współczesnych społeczeństwach konsumpcja odgrywa główną rolę, jaką kiedyś odgrywała produkcja. Nawiązując do prac Norberta Eliasa, wskazuje, że bliższe prawdy jest stwierdzenie, że konsumpcja stała się pracą cywilizującą postindustrialne społeczeństwa.
W rozprawie O właściwe miejsce w hierarchii rozwinął myśl, że tubylcy europejskiej antropologii są tworem wyobraźni antropologicznej – swoistym konstruktem, który w takiej postaci nie istniał i nie istnieje. Kolonialne metropolie i Zachód są autorami nieprawdziwego wizerunku Indii, który zaakceptowany został nie tylko na Zachodzie, ale i w samych Indiach. Podejście takie jest zbieżne z poglądami zawartymi w pracy Orientalizm Edwarda Saida.

## Tłumaczenie prac na język polski
- Nowoczesność bez granic. Kulturowe wymiary globalizacji, Kraków 2005, Wyd. Universitas, s. 344, ISBN 83-242-0220-X (Modernity at Large. Cultural Dimensions of Globalization 1996)
- Strach przed mniejszościami. Esej o geografii gniewu, tł. Marta Bucholc, Warszawa 2009 Wydawnictwo Naukowe PWN, ISBN 978-83-01-16028-9 (Fear of small numbers: an essay on the geography of anger 2006)
- O właściwe miejsce hierarchii, tł. Wojciech Dohnal, [w:] Michał Buchowski (wybór tekstów i red. naukowa) Amerykańska antropologia postmodernistyczna, Warszawa 1999.
- Głęboka demokracja – zarządzanie miejskie i horyzont polityki, Res Publica Nowa, nr 11-12/2010, Jesień-Zima, 25-35.